# Mollisina alba
Mollisina alba är en svampart som beskrevs av Graddon 1990. Mollisina alba ingår i släktet Mollisina och familjen Hyaloscyphaceae.   Inga underarter finns listade i Catalogue of Life.